# MPS 1550 C
Der MPS 1550 C war ein Epson-kompatibler (JX 80) und IBM-kompatibler 9-Nadeldrucker des Unternehmens Commodore. Er verfügte über einen Einzelblatt- wie auch über einen Endlospapiereinzug. Der Einzelblattführer war optional. Der Drucker konnte von den Computern C64, C128, Commodore 16, C116, Plus/4, IBM-kompatiblen PC und den Amiga-Rechnern genutzt werden.
Die Auflösung betrug 9×5+4 Punkte im Entwurfs- und 18×9 Punkte im Standard-Modus. Es konnten pro Zoll 10 bis 24 Zeilen gedruckt werden.
Der Drucker wurde für Commodore vom italienischen Büromaschinenhersteller Olivetti hergestellt und hatte dort die Typenbezeichnung DM-105.

## Eigenschaften
- 9-Nadel-Druckkopf
- 120 Zeichen pro Sekunde bei Draft-Qualität, bei Near-Letter-Qualität (NLQ) 25 Zeichen pro Sekunde
- Matrix-Formate (Commodore-Modus): 9×5+4 für Standard, 18×9 für NLQ
- Im CBM-Modus programmierbar mit Commodore BASIC
- umschaltbar IBM Graphics Printer, IBM Proprinter, EPSON JX 80
- zwei Schnittstellen: Serielle Schnittstelle für den Anschluss von z. B. C 64 und parallele Schnittstelle für IBM-kompatible Computer; Grafiktreiber: IBM Graphics, Anschlüsse: CBM und IEEE 1284 (Centronics)
- Schriftarten: Pica, Elite, Micro Condensed, Pica Compressed, Elite Compressed, Micro Compressed
- Abmessungen (H/B/T): 94 × 370 × 253 mm
- Gewicht: 4,2 kg
- Puffer: 5,5 KByte

## Firmware-Versionen
- Firmware-Release 1.00 (29. Oktober 1987)
- Firmware-Release 1.2C (5. Juni 1989)